# Microcanachus matileorum
Microcanachus matileorum är en insektsart som beskrevs av Donskoff 1988. Microcanachus matileorum ingår i släktet Microcanachus och familjen Phasmatidae. Inga underarter finns listade i Catalogue of Life.